# Speak (Lindsay Lohan)
| Recensione | Giudizio |
| ---------- | -------- |
| AllMusic   |          |

Speak è il primo album di Lindsay Lohan uscito nel 2004, diventato disco di platino avendo venduto ben 4 milioni di copie nel mondo. La prima canzone estratta come singolo si intitola Rumors. Il secondo brano estratto è Over. L'ultimo singolo di Speak è First, colonna sonora del film Herbie - Il super maggiolino. Negli Stati Uniti il disco ha debuttato alla quarta posizione nella prestigiosa Billboard 200 con 261,762 copie vendute nella prima settimana, confermandosi come miglior piazzamento in classifica per la cantante.

## Tracce
1. First – 3:29 (John Shanks, Kara DioGuardi)
2. Nobody 'Til You – 3:37 (John Shanks, Kara DioGuardi)
3. Symptoms of You – 2:55 (Andreas Carlsson, Lisa Rachelle Greene, Savan Kotecha)
4. Speak – 3:46 (John Shanks, Kara DioGuardi, Lindsay Lohan)
5. Over – 3:36 (John Shanks, Kara DioGuardi, Lindsay Lohan)
6. Something I Never Had – 3:38 (John Shanks, Shelly Peiken)
7. Anything But Me – 3:16 (John Shanks, Kara DioGuardi, Lindsay Lohan)
8. Disconnected – 3:34 (Carl Bjorsell, Carl Falk, Didrik Thott, Jake Schulze, Kristian Lundin, Sebastian Thott, Savan Kotecha)
9. To Know Your Name – 3:19 (David Eriksen, Tom Nichols)
10. Very Last Moment in Time – 3:19 (Troy Verges, Steve Robson, Hillary Lindsey)
11. Magnet – 3:14 (James Nosanow, Kara DioGuardi)
12. Rumors (bonus track) – 3:16 (Cory Rooney, Lindsay Lohan, Peter Jackson, Tarryle Jackson)